# Diomedes

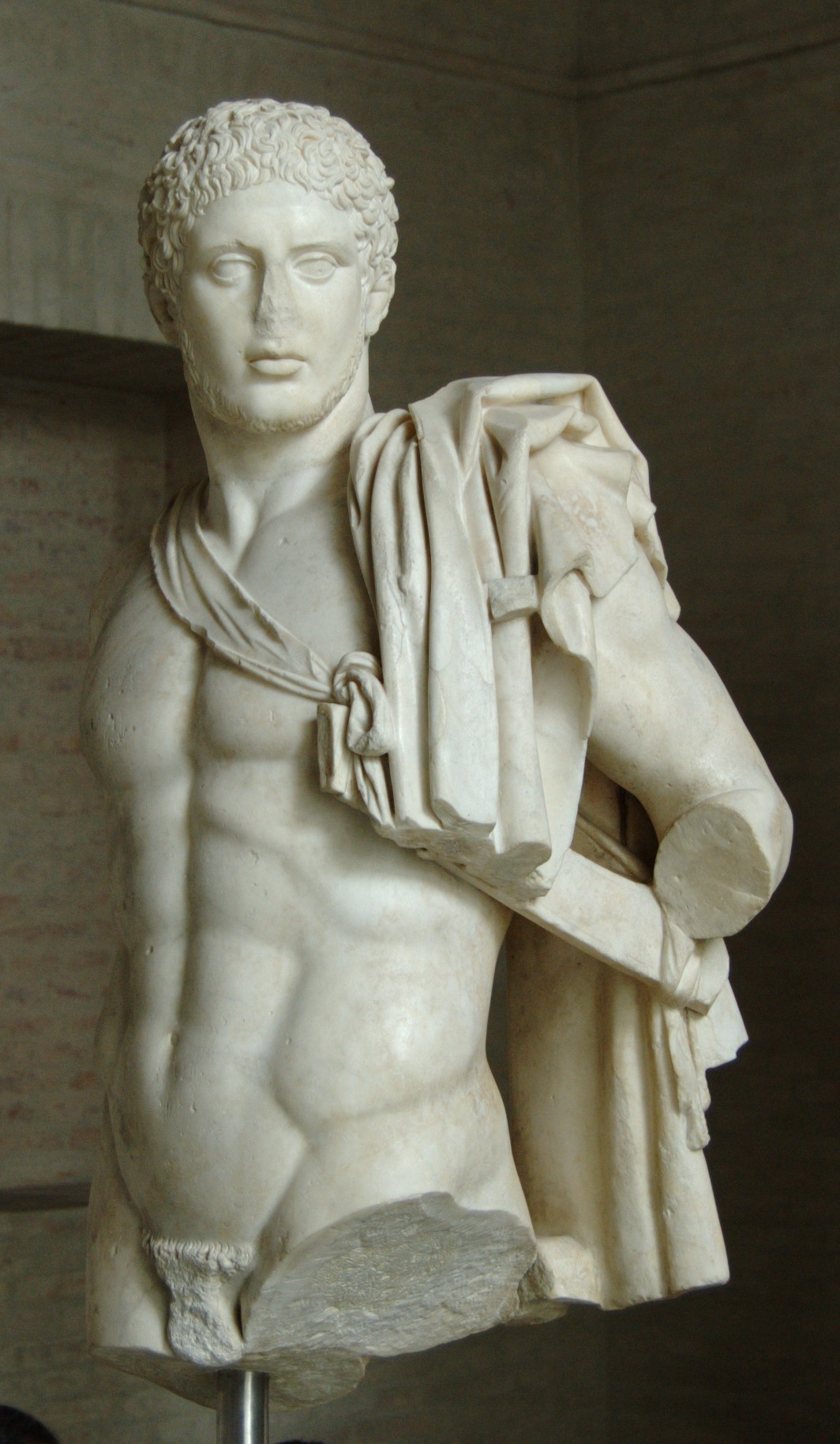
La estatua llamada Diomedes de Múnich, copia romana de un original griego (Ca. 440 - 430 a. C.) atribuido a Cresilas. Gliptoteca de Múnich.

En la mitología griega, Diomedes (en griego Διομήδης, Diomếdēs) era un héroe aqueo hijo de Tideo, rey de Etolia, y de Deípile, hija de Adrasto, rey de Argos, ciudad en la que nació y creció. Se desposó con Egialea, ora su prima, ora su tía. En la Ilíada de Homero se lo refiere por el patronímico de Tidida (esto es, «hijo de Tideo») o bien se lo conoce como «el esforzado Diomedes». Dares Frigio dice que «era fuerte, bien proporcionado, de cuerpo distinguido, de rostro sobrio, muy impetuoso en la guerra, que se acompañaba de grandes voces, de espíritu ardoroso, impaciente y audaz».

## Venganza contra los hijos de Agrio
Acudió en ayuda de su abuelo paterno Eneo, rey de Calidón, cuando, destronado por sus sobrinos en favor de Agrio, hermano de Eneo, fue desterrado de su reino. Diomedes dio cuenta de todos ellos, excepto de sus dos primos Onquesto y Tersites, que a la postre darían muerte al viejo Eneo, cuyo reino, no obstante, se perpetuó en la estirpe fiel de su hija Gorge.

## Participación en la toma de Tebas
Al haber sido su padre Tideo uno de los Siete contra Tebas que fracasaron en el objetivo de reducir el reino beocio, Diomedes tuvo que participar como uno de los epígonos que, acaudillados por Alcmeón, derribaron los muros de Tebas en la segunda campaña.

## Participación en la guerra de Troya

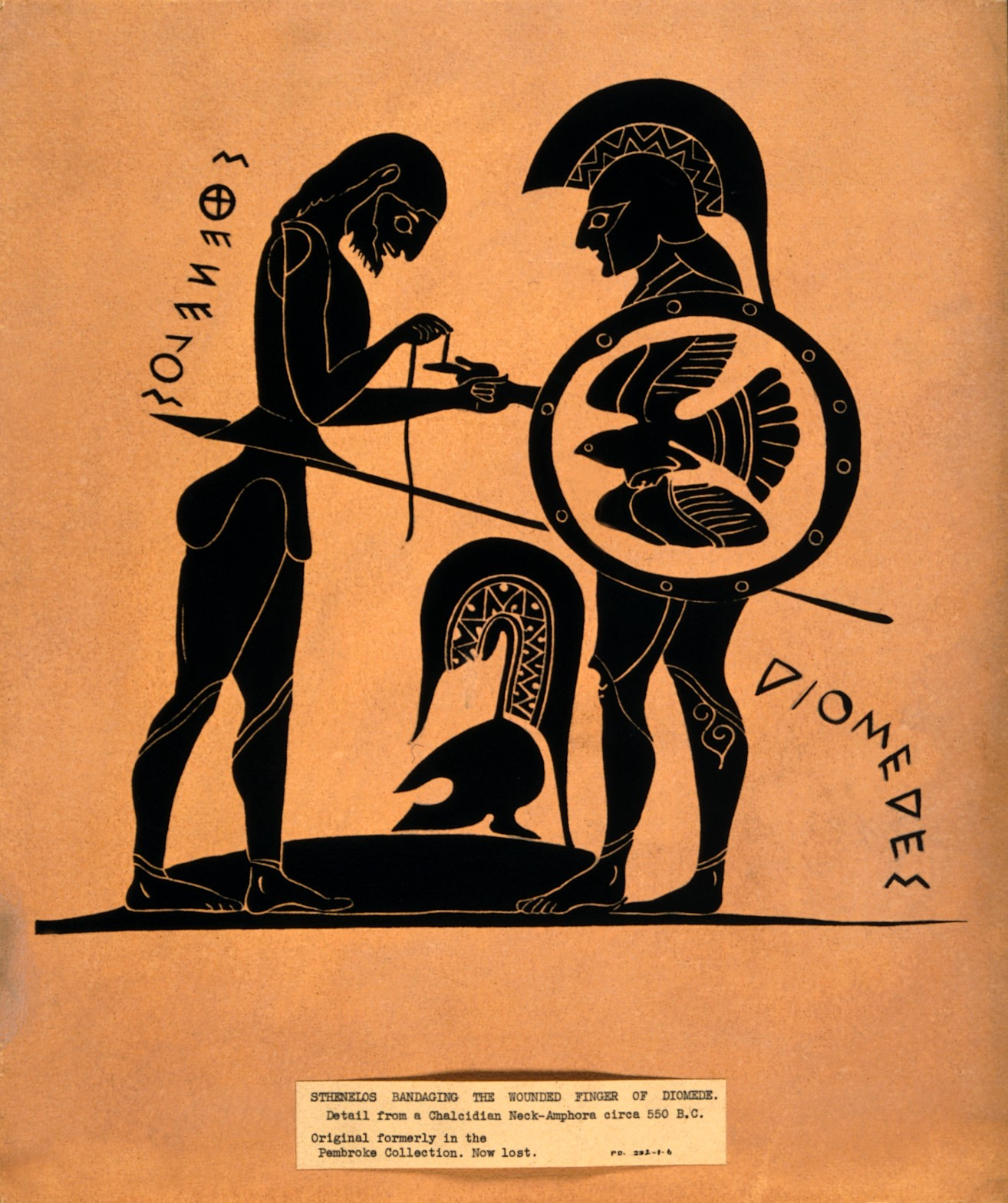
Esténelo vendando el dedo herido de Diomedes.

Pero es en la Guerra de Troya donde Diomedes forja el mito de guerrero indomable y valeroso, acaso el más bravo junto a Aquiles y en todo caso invicto. Como pretendiente que fue de la bella Helena, aportó 80 naves a la armada aquea y desde el inicio participó como protagonista en los principales pasajes de la guerra que cantó Homero. Con su inseparable compañero Odiseo viaja a Esciro, reino de Licomedes, en busca de Aquiles, al que Tetis había ocultado travestido de mujer para evitar que su hijo se desplazara a Troya y en cuyas playas el oráculo había predicho su muerte.
Reclutado el Pelida para las huestes griegas, y ante la calma que la enojada Artemisa envió a la flota griega y que impedía a éstas retomar en Áulide su viaje hacia Ilión, Diomedes fue de los que presionaron a Agamenón para que sacrificara a su hija Ifigenia como tributo a la diosa. También fue seleccionado entre los jefes aqueos para participar como embajador en el infructuoso intento de convencer a Príamo de dar fin a la guerra con la devolución de Helena a su esposo Menelao. Tampoco pudo persuadir a Agamenón para que Briseida fuera devuelta a Aquiles y así se aplacara su ira y ayudara a los aqueos en la batalla. También, en algunas versiones, viajó hasta Lemnos para obtener de Filoctetes las armas de Heracles, que custodiaba desde su muerte y sin las cuales no se podría tomar Troya.

### Diomedes en laIlíada
Pero fue la batalla misma y la narración que Homero hizo de sus principalías en la V y VI rapsodia de la Ilíada, la que da la gloria a Diomedes: su lanza no distinguirá la sangre del icor, pues no solo se enfrenta a los dos más bravos troyanos sino que arremete con valor contra los dioses protectores.
Al final del canto V, topa Diomedes con Pándaro y Eneas: el primero, ataca y le daña el ijar, pero aquel le atraviesa la boca de una lanzada. Eneas baja del carro para recuperar el cadáver de Pándaro, y Diomedes lo hiere de una pedrada. Afrodita, viendo que su hijo queda indefenso, acude en su ayuda, circunstancia que aprovecha el argivo para atacar y herirla en la mano: sólo la aparición de Apolo, que envuelve la escena con una nube y rescata a Eneas, impide la derrota del hijo de Anquises.
En el canto V, Diomedes iba a enfrentarse a Héctor cuando el mismísimo Ares interviene, pues el dios, enrolado en las filas troyanas, encara al héroe aqueo con la apariencia de un mortal soldado. Diomedes repara que el rival es dios y no hombre y retrocede, pues las órdenes de su protectora Atenea le advertían de no encarar a inmortales siempre que no fuera Afrodita, heredera de la manzana de la discordia. Hera pone en conocimiento de Zeus el desigual escenario y este permite la batalla. Así se lo dice Atenea: 

Diomedes Tidida carísimo a mi corazón no temas a Ares ni a ninguno de los inmortales; tanto te voy a ayudar. Ea, endereza los solípedos caballos hacia Ares, hiérele de cerca y no respetes al furibundo dios, a ese loco voluble y nacido para dañar, que tanto a Hera como a mí nos prometió combatir contra los teucros en favor de los argivos y ahora está con aquellos y de sus palabras se ha olvidado.
Ilíada, V, 826.

En el enfrentamiento, Ares yerra su ataque al desviar Atenea la lanzada contra Diomedes; el héroe en respuesta hiere al dios en el costado, el cual huye sangrando al Monte Olimpo. Zeus enojado prohibirá desde este lance que los dioses intervengan en esta guerra de mortales.

### Otros acontecimientos de la guerra de Troya
Diomedes participó en otros pasajes claves de la guerra de Troya, como en la captura y muerte del espía Dolón, o el robo del Paladio y los caballos de Reso, con los que Troya sería inexpugnable. En todas estas acciones estuvo acompañado por Odiseo. Sin embargo una variación del mito acerca del robo del Paladio señalaba que el mencionado Odiseo, que quería atribuirse el crédito de robar solo aquel preciado objeto, intentó matar a Diomedes, aunque este se dio cuenta y se defendió a tiempo.

## Regreso
Tomada finalmente la ciudad y acabada la batalla, Diomedes volvió a Argos. En algunas versiones, tuvo un feliz regreso, pero otros relatos contaban que su mujer Egialea y el amante de ésta, Cometes, intentaron matarlo. Diomedes logró salir vivo de la emboscada y huyó al sur de Italia, donde fundó las ciudades de Canusio, Siponto y Argiripa (Arpi) cerca de la actual Foggia.